# Ахмедов Кудратілла Ахмедович
Кудратілла Ахмедович Ахмедов (1930, тепер Узбекистан — 1995, Узбекистан) — радянський узбецький діяч, заступник голови Ради міністрів Узбецької РСР — голова Держплану Узбецької РСР. Депутат Верховної ради Узбецької РСР. Депутат Верховної ради СРСР 9-го скликання. Кандидат біологічних наук.

## Життєпис
У 1952 році закінчив Ташкентський сільськогосподарський інститут.
Член КПРС з 1952 року.
У 1952—1961 роках — аспірант, асистент кафедри економіки сільського господарства, секретар партійного бюро Ташкентського сільськогосподарського інституту.
У 1961—1965 роках — 1-й секретар районного комітету КП Узбекистану; секретар обласного комітету КП Узбекистану; інспектор Середньоазіатського бюро ЦК КПРС.
У 1965—1969 роках — заступник голови виконавчого комітету Сирдар'їнської обласної ради депутатів трудящих.
У 1969—1971 роках — голова виконавчого комітету Сирдар'їнської обласної ради депутатів трудящих.
У 1971 — березні 1974 року — 1-й секретар Сирдар'їнського обласного комітету КП Узбекистану.
26 березня 1974 — 12 лютого 1986 року — заступник голови Ради міністрів Узбецької РСР — голова Держплану Узбецької РСР.
З 12 лютого 1986 року — голова Державного комітету Узбецької РСР із цін.
Потім — на пенсії. Помер у 1995 році.

## Нагороди
- орден Леніна (1972)
- два ордени Жовтневої Революції (27.08.1971, 1973)
- орден Трудового Червоного Прапора (1976)
- орден Дружби народів (1981)
- орден «Знак Пошани» (1965)
- медалі